# Mikkel Kaufmann
Mikkel Kaufmann Sørensen (født 3. januar 2001 i Hjørring) er en dansk fodboldspiller, der spiller for den tyske klub Karlsruher SC lejet fra FC Heidenheim.

## Klubkarriere
Kaufmann startede sin karriere i Hjørring IF, hvor han spillede, inden han som U/14-spiller skiftede til AaB.

### AaB
Kaufmann fik sin første kamp i Reserveholdsligaen den 12. september 2017, da han erstattede Yann Rolim efter 70 minutter i en kamp, som AaB vandt 0-1 over Randers FC's reserver. Han blev topscorer i U/17 Ligaen 2017-18 med 24 mål og en assist i sit andet U/17-år, hvilket var fire mål bedre end Muamer Brajanac fra Brøndby IF og seks bedre end Anders Fæster fra AGF. AaB blev nummer tre i sæsonen.
Han fik sin debut i Superligaen den 6. august 2018 som 17-årig, da han blev skiftet ind i det 87. minut i stedet for Wessam Abou Ali i en 0-1-sejr ude over Vendsyssel F.F., selvom han da stadig var U/19-spiller. Samtidig med sine præstationer på førsteholdet blev han delt nummer to på topscorerlisten i 2018-19-udgaven af U/19 Ligaen med 15 mål.
Sammen med fire andre ungdomsspillere blev han forfremmet til at være en permanent del af AaB's førsteholdstrup i sommeren 2019.

### F.C. København
Han blev i januar 2020 købt af F.C. København på en aftale, hvor han skulle spille forårssæsonen færdig i AaB, men umiddelbart efter blev han købt fri til straks at skifte til FCK. Kauffmann blev dog skadet allerede i februar 2020 i en kamp mod Celtic FC, og blev som følge heraf holdt ude en længere periode, og havde efter skaden svært ved at spille sig til en plads i startopstillingen, og der blev derfor indgået en lejeaftale med den tyske 2. Bundesliga-klub Hamburger SV for 2021/22-sæsonen. Efter udløbet af lejeaftalen i HSV, blev indgået en ny lejeaftale med Karlsruhe. Efter udløbet af lejeaftalen i Karlsruhe blev Kaufmann solgt til den tyske bundesligaklub 1. FC Union Berlin.

### 1. FC Union Berlin
Den 12. juni 2023 blev det offentliggjort, at Union Berlin havde indgået aftale om køb af Mikkel Kaufmann, der fik trøje nr. 9 i klubben.

## Landsholdskarriere
Han fik sin debut for et landshold under Dansk Boldspil-Union den 7. oktober 2017 for U/17-fodboldlandsholdet, da han startede inde og spillede de første 70 minutter, inden han blev erstattet af Nikolas Dyhr i et 3-4-nederlag hjemme. Han blev efterudtaget til tre kvalifikationskampe til U/17 Europamesterskabet i fodbold 2018, hvor holdkammaraterne Thomas Albert Christiansen, Jeppe Pedersen og Mathias Ross Jensen alle i forvejen var udtaget. Han spillede 2. og 3. kamp ved denne kvalifikation, i hvilke han begge startede inde og spillede fuld tid. Han nåede i alt at spille seks kampe for U/17-landsholdet.
For U/18-landsholdet var han blandt andet udtaget i september 2018 i forbindelse med to venskabskampe mod Island. Han fik dog ej spilletid her. I stedet fik han sin debut for U/18-landsholdet i forbindelse med to testkampe mod Ukraine i november 2018. Han fik sin debut herfor den 16. november 2018, da han startede inde og spillede hele kampen i et 2-1-nederlag ude til Ukraine. Samtidig scorede han også i sit første landsholdsmål i denne kamp efter 56 minutter til stillingen 1-1. Sin anden og sidste kamp for U/18-landsholdet spillede han tre dage senere.